# Studio VOLN
Studio VOLN Co., Ltd. (Studio VOLN (яп. 株式会社studio VOLN Kabushiki-gaisha Sutajio Vorun) — японская анимационная студия, которая занимается анимацией и производством аниме-сериалов и фильмов.
Название компании «VOLN» является аббревиатурой от «Visiting Old Learn New».

## История
Студия была основана 12 августа 2014 года бывшим продюсером и режиссером Madhouse Кейджи Мита, который в настоящее время возглавляет компанию в качестве ее президента и представителя. Первые два мультсериала студии были совместным производством с MAPPA, в том числе адаптация популярной манги Ushio to Tora. С тех пор она начала выпускать собственные работы, в том числе аниме-версию романа 2015 года «Хочу съесть твою поджелудочную». Одним из режиссёров студии какое-то время был аниматор Абиру Такахико.

## Работы
Ниже приведен список работ Studio VOLN в качестве ведущей анимационной студии.

### Аниме-сериалы
| Название                                    | Режиссёр        | Дата начала первого показа | Дата окончания первого показа | Серий | Прим.                                                          |
| ------------------------------------------- | --------------- | -------------------------- | ----------------------------- | ----- | -------------------------------------------------------------- |
| Ushio to Tora                               | Сатоси Нисимура | 3 июля 2015                | 24 июня 2016                  | 39    | Адаптация манги Кадзухиро Фудзиты. Совместно с MAPPA           |
| Проблемы идола                              | Дайсукэ Ёсида   | 8 января 2017              | 27 марта 2017                 | 12    | За основу взят смешанный медиа-проект MAGES. Совместно с MAPPA |
| Цирк Марионеток                             | Сатоси Нисимура | 11 октября 2018            | 27 июня 2019                  | 36    | Адаптация манги Кадзухиро Фудзиты                              |
| Путь назад                                  | Горо Танигути   | 9 января 2021              | 19 июня 2021                  | 24    | Оригинальная работа                                            |
| Синий Экзорцист: Сага об Иллюминатах Симанэ | Дайсукэ Ёсида   | 7 января 2024              | 24 марта 2024                 | 12    | Продолжение Blue Exorcist: Kyoto Saga                          |

### Фильмы
| Название                         | Режиссёр           | Премьера        | Прим.                                                             |
| -------------------------------- | ------------------ | --------------- | ----------------------------------------------------------------- |
| Хочу съесть твою поджелудочную   | Синъитиро Усидзима | 1 сентября 2018 | Экранизация романа Ёру Сумино                                     |
| Гаро: Мимолетное цветение сакуры | Сатоси Нисимура    | 6 октября 2018  | Часть серии Garo: Crimson Moon, созданной совместно со студией M2 |